# United States Army Forces in the Far East
De United States Army Forces in the Far East (USAFFE) was een militaire eenheid van het Amerikaanse leger in Verre Oosten tussen 1941 en 1946. De eenheid werd op 26 juli 1941 opgericht met het hoofdkwartier in de Filipijnse hoofdstad Manilla. Generaal Douglas MacArthur werd benoemd tot commandant van USAFFE.
De operationele sterkte van USAFFE op 20 november 1941 was 31.095 man, waaronder 2.504 officieren en 11.957 Philippine Scouts.

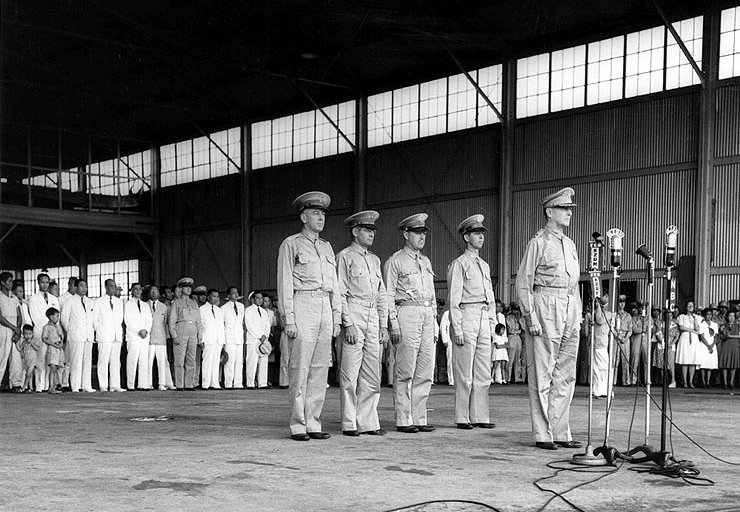
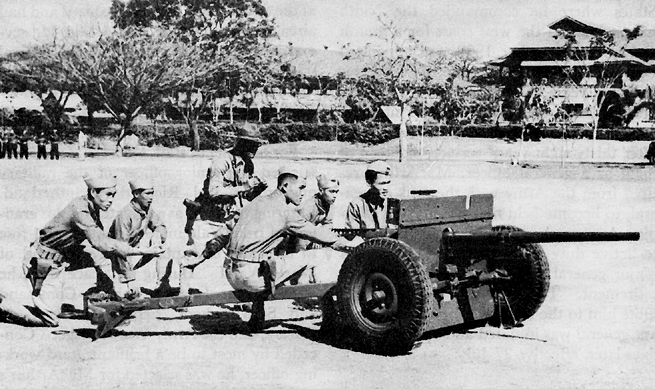
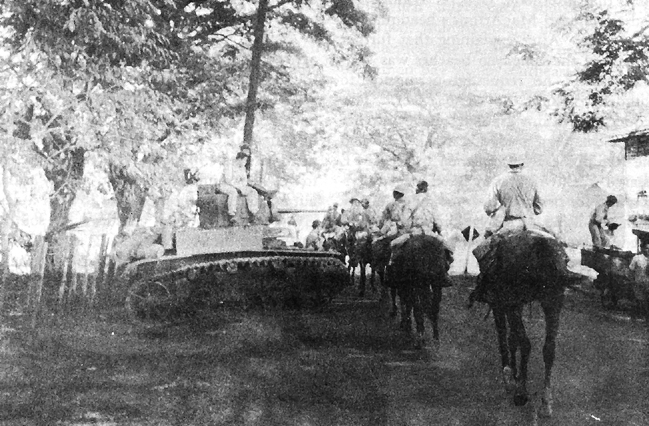
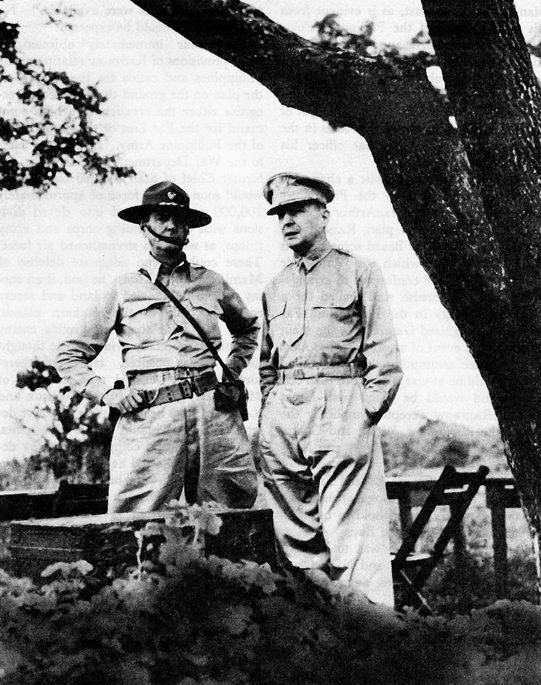
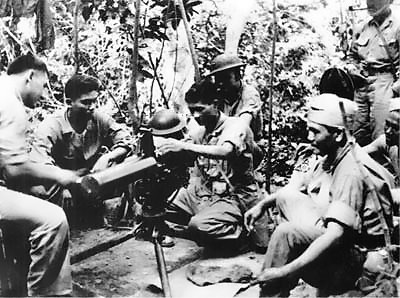